# Odd Lirhus
Odd Lirhus (n. 18 septembrie 1956, Voss (comună), Hordaland, Norvegia) este un biatlonist ce a reprezentat Norvegia, medaliat olimpic. A participat la 2 ediții ale Jocurilor Olimpice (1980, 1984) în care a câștigat o medalie de argint.